# Relações entre Índia e Irã
As relações entre Índia e Irã são as relações bilaterais entre a República da Índia e o República Islâmica do Irã. A Índia independente e o Irã estabeleceram relações diplomáticas a 15 de março de 1950. Durante grande parte do período da Guerra Fria, as relações entre a República da Índia e o outrora Estado Imperial do Irã sofreram devido aos diferentes interesses políticos não-alinhados, a Índia adotou fortes ligações militares com a União Soviética enquanto que o Irã desfrutou de estreitos laços com os Estados Unidos. Após a revolução de 1979, as relações entre Irã e Índia fortaleceram momentaneamente, no entanto, o apoio contínuo do Irã ao Paquistão e as relações estreitas da Índia com o Iraque durante a Guerra Irã-Iraque impediram o desenvolvimento dos laços indo-iranianos. Na década de 1990, a Índia e o Irã apoiaram a Aliança do Norte no Afeganistão contra o regime talibã. Continuam a colaborar no apoio ao governo anti-Talibã liderado por Ashraf Ghani e apoiado pelos Estados Unidos. Os dois países assinaram um acordo defensivo de cooperação em dezembro de 2002.
Embora os dois países compartilhem alguns interesses estratégicos comuns, Índia e Irã diferem significativamente sobre as principais questões de política externa. A Índia expressou forte oposição contra o programa nuclear do Irã e, embora ambos os países continuam a se opor ao Talibã, a Índia apoia a presença das forças da OTAN no Afeganistão, ao contrário do Irã. Lucknow, em Uttar Pradesh, na Índia, continua a ser um importante centro da cultura xiita e de estudo persa no subcontinente indiano. O Irã é o segundo maior fornecedor de petróleo bruto para a Índia, fornecendo mais de 425.000 barris de petróleo por dia, e, consequentemente, a Índia é um dos maiores investidores estrangeiros no setor de petróleo e gás do Irã.
Em 2011, US$12 bilhões de comércio de petróleo anual entre a Índia e o Irã foi interrompido devido as extensas sanções econômicas contra o Irã, obrigando o Ministério do Petróleo indiano a saldar a dívida por meio de um sistema bancário através da Turquia.